# Ораниенбаум I
Ораниенба́ум I — станция Октябрьской железной дороги в городе Ломоносове на линиях Санкт-Петербург — Калище. Название происходит от исторического названия города Ломоносова.
На станции заканчивается двухпутный участок от Санкт-Петербурга, дальше в сторону Калища идёт однопутный участок с разъездами.

## История
Построен по проекту архитектора Фердинанда Миллера и открыт в 1864 году.
В зале ожидания первого и второго классов вдоль стен стояли большие диваны. Тут же был газетный киоск, огромные часы, стеклянный музыкальный ящик.
Была отдельная комната для приема императора и членов его семьи («царский салон»).
В 1933 году станция была электрифицирована в составе участка Ленинград-Балтийский - Ораниенбаум-I. Напряжение в контактной сети тогда составляло 1,5 кВ постоянного тока. Это был первый электрифицированный участок на Октябрьской железной дороге.
В 1948 году после разрушений в результате боевых действий во время ВОВ было восстановлено движение электросекций по этому участку. Смонтирована новая контактная сеть и построены высокие пассажирские платформы.
В 1967 году станция была переведена на напряжение 3,3 кВ постоянного тока и с Балтийского вокзала были пущены 10-вагонные электропоезда серий ЭР1 и ЭР2.
В 1974 году была продлена контактная сеть до ст. Калище и ст. Краснофлотск, под напряжением 3,3 кВ постоянного тока. В том же году частично были заменены старые гибкие поперечины контактной сети на жёсткие ригельные и произведена установка защитных железобетонных ограждений в междупутье для безопасного прохода пассажиров к островной платформе.
В 2003-2004 гг. в рамках подготовки участка к запуску новых электропоездов "Спутник" на участке Балтийский вокзал - Ораниенбаум-I на станции была заменена островная пассажирская платформа между I и II гл. путями и проведена реконструкция контактной сети на всём участке до изолирующего сопряжения в нечётной горловине станции.

## Описание
Здание вокзала и посадочные платформы расположены рядом с Финским заливом, у Кронштадтской улицы. Одной стороной вокзал выходит на Привокзальную площадь, другой — на первую платформу, мимо которой проходит второй станционный и к которой прилегает первый (тупиковый) путь. Имеются зал ожидания и билетные кассы. В непосредственной близости располагаются автобусные остановки городских и пригородных маршрутов.
В 2019 платформы и здание вокзала прошли косметический ремонт. На всех платформах были установлены стеклянные навесы, обновлены информационные табло и система оповещения. Тем не менее, вокзал пребывает далеко не в лучшем состоянии. В 2020 году завершился ремонт здания-памятника у станции.
Три пути станции электрифицированы (обозначены на схеме красным цветом), имеются ещё 3 неэлектрифицированных пути (обозначены синим).
Высадка пассажиров поездов Санкт-Петербург-Балтийский — Ораниенбаум I, как правило, осуществляется на первую платформу (поезд либо прибывает на первый путь в тупик, либо после высадки пассажиров следует в один из двух тупиков, расположенных за переездом и мостом через реку Карасту), поездов следованием до Калище или Краснофлотска (отменённые с 2011 года) — на вторую платформу (поезд в этом случае проследует станцию транзитом по третьему станционному пути).
Посадка пассажиров на поезда к Балтийскому вокзалу обычно также осуществляется с первой платформы либо на поезд, стоящий на первом пути в тупике, либо на транзитный поезд, прибывший на второй путь. В вечернее и ночное время третий путь нередко используется для стоянки поезда — в этом случае все транзитные поезда следуют через второй путь и осуществляют высадку на первую платформу. Утром, после посадки пассажиров со второй платформы, поезд следует к Балтийскому вокзалу.

## Фотогалерея

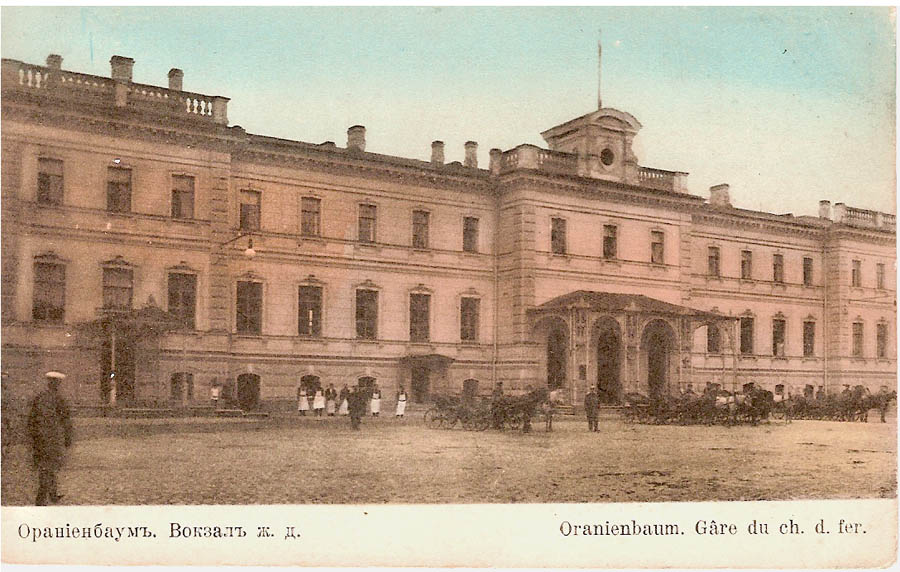
Дореволюционное фото Привокзальной площади
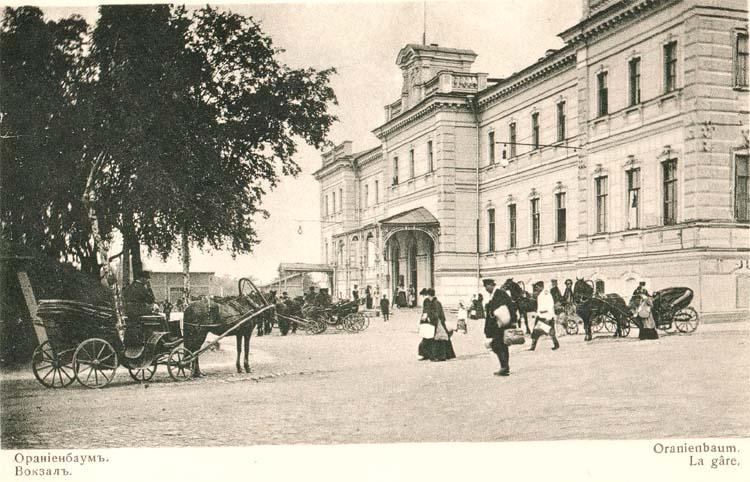
Дореволюционное фото вокзала
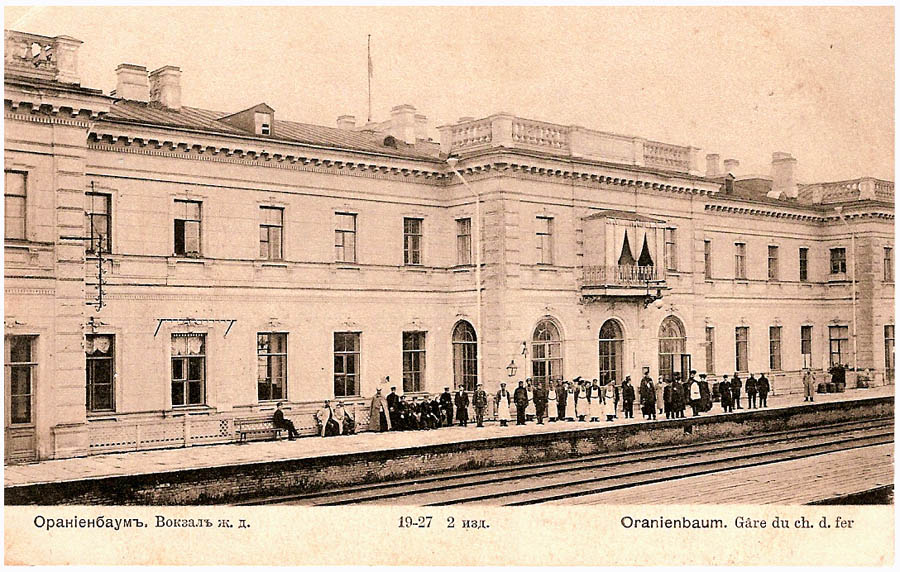
Дореволюционное фото вокзала (со стороны платформы)
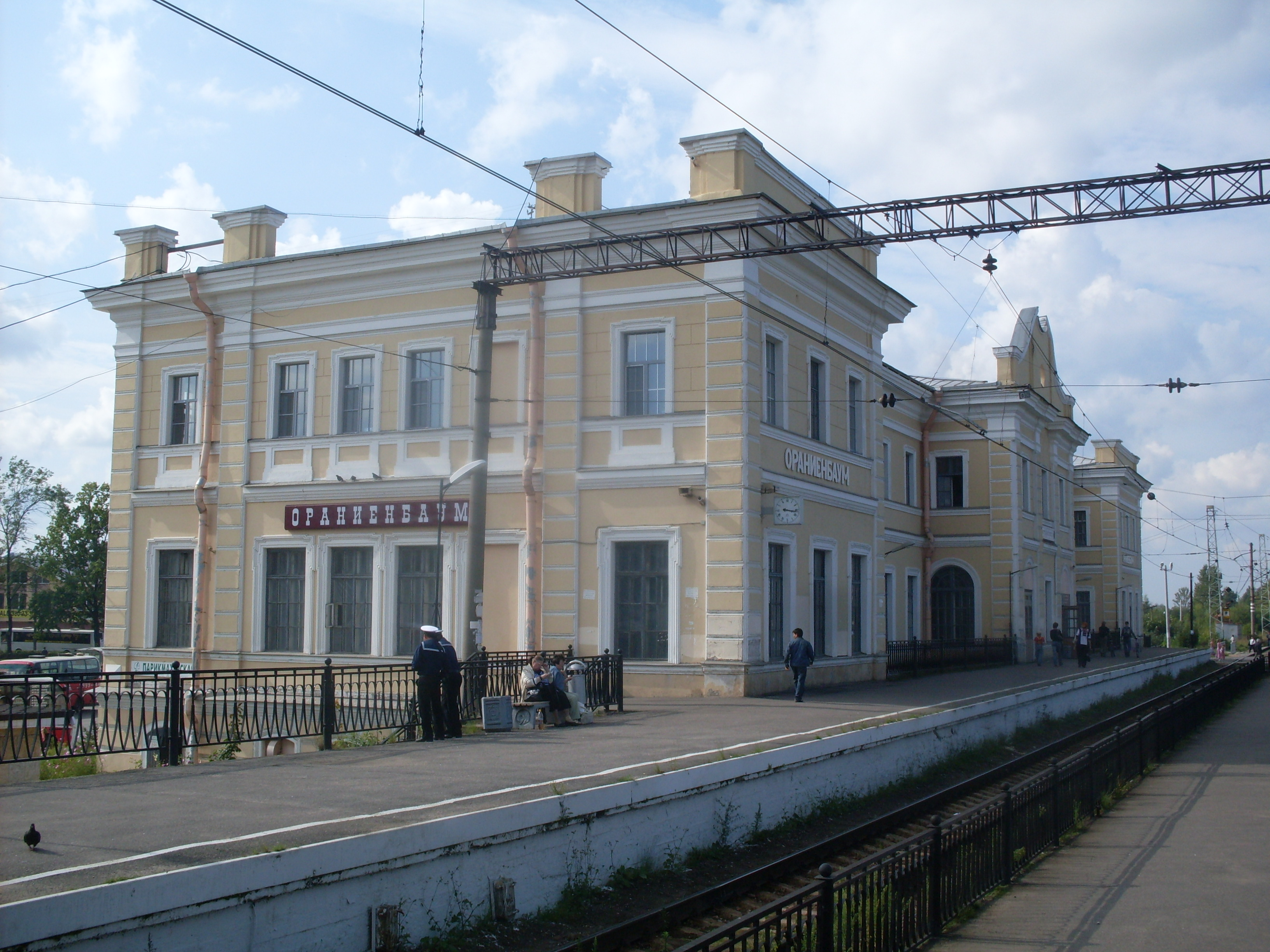
Вид на вокзал с посадочной платформы
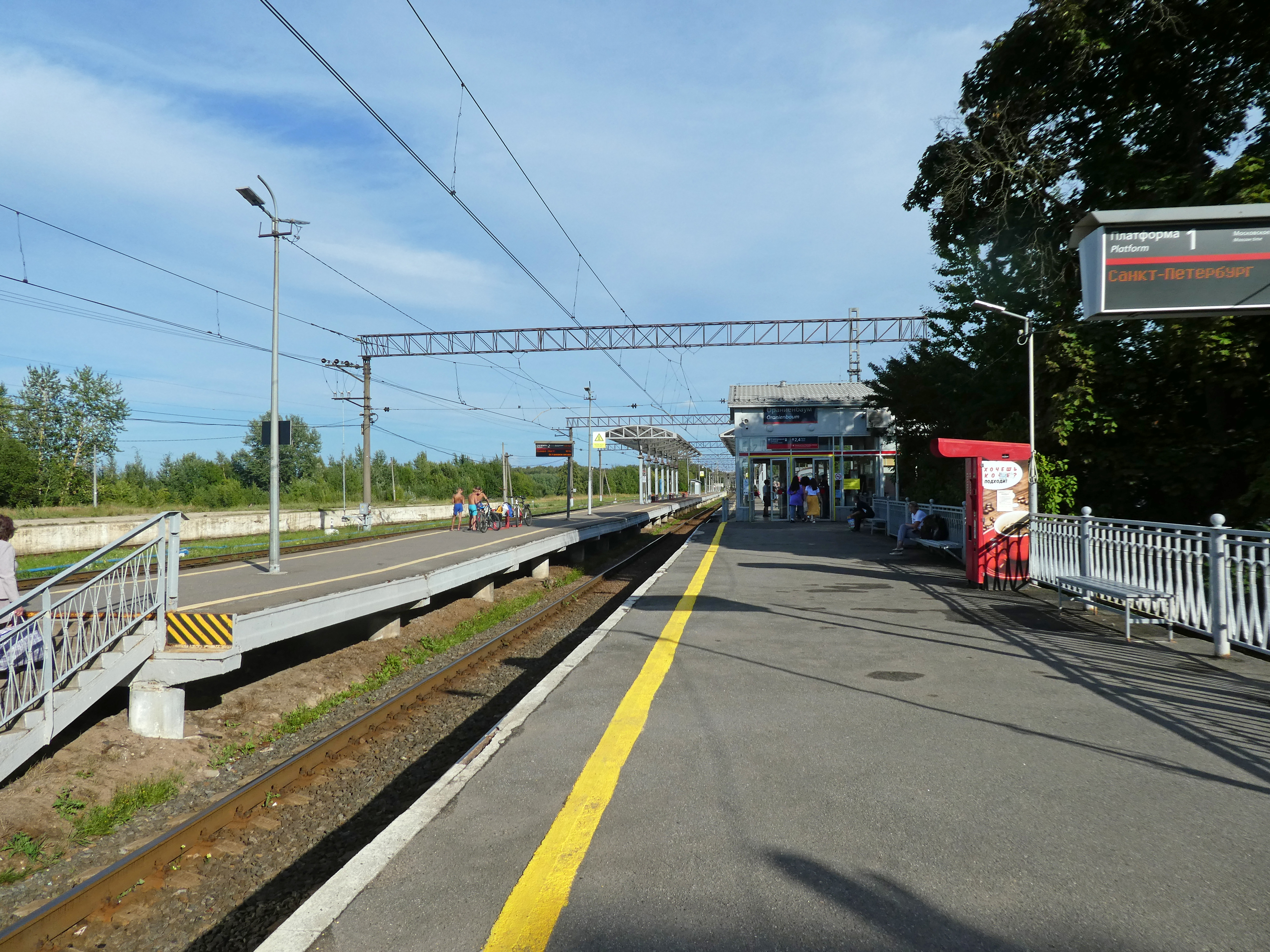
Платформа
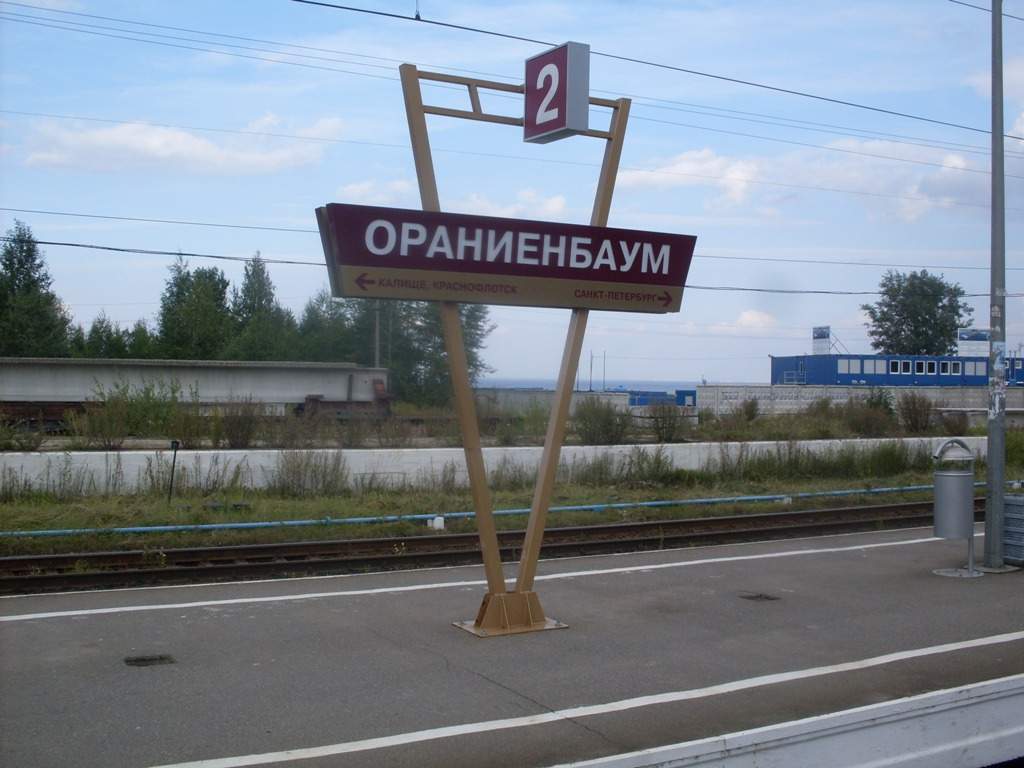
Указатель на второй платформе
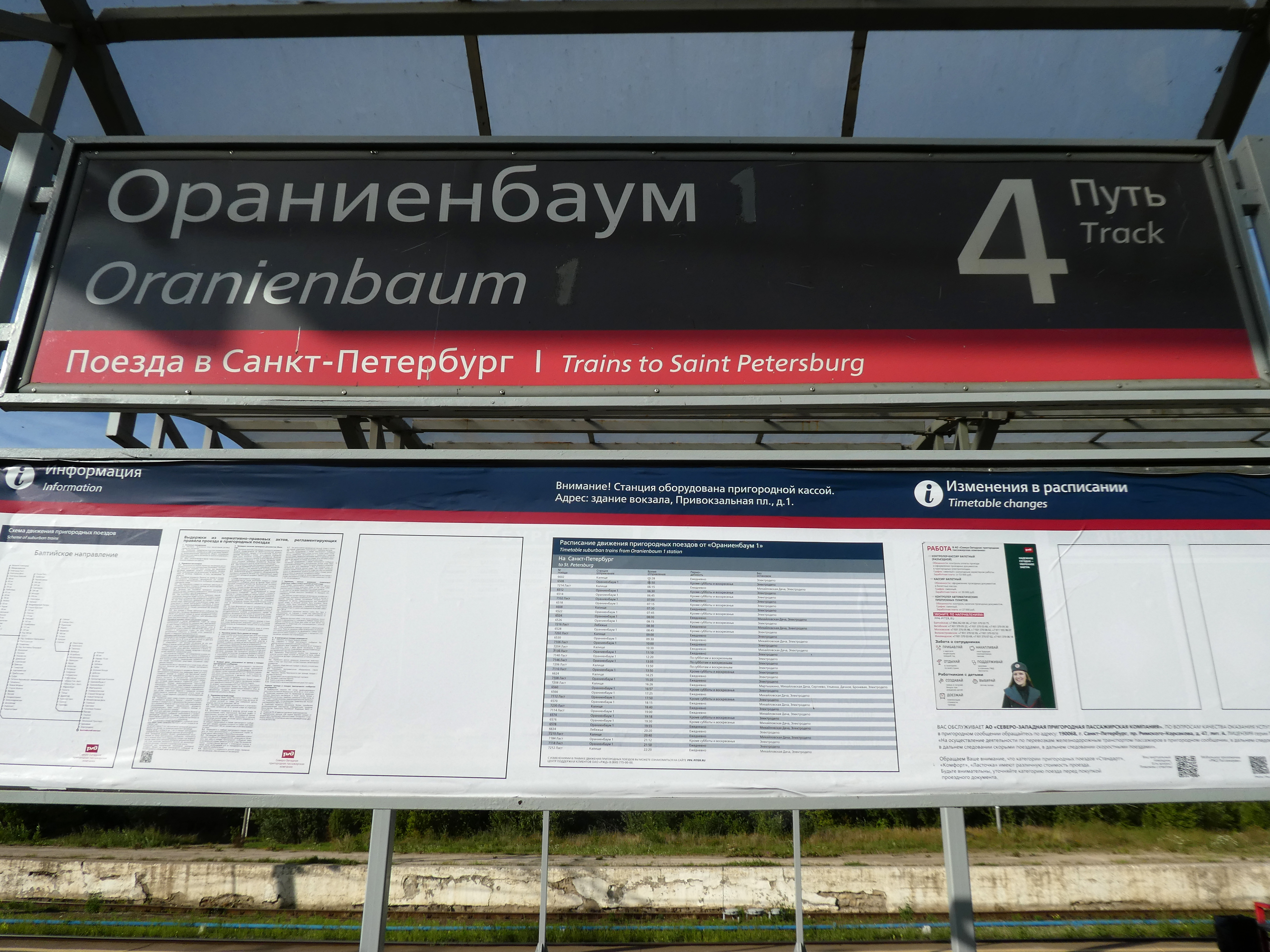
Современный вид указателя названия станции с расписанием движения